# Denis Makarov
Denis Makarov (* 23. Dezember 1986 in Jarowoje) ist ein deutscher Boxer.

## Werdegang
Denis Makarov begann als Jugendlicher bei den Boxfreunden Bottrop, dem Verein, dem er immer noch angehört, mit dem Boxen. Sein Trainer ist Hansi Mazurek. Er erreichte schon im Juniorenalter die deutsche Spitzenklasse der Amateurboxer und startete auch für den Boxclub Velbert v. 1922 in der deutschen Bundesliga. Er trainiert hauptsächlich im Olympiastützpunkt Rhein-Neckar in Heidelberg.
2005 wurde Denis Makarov deutscher Juniorenmeister im Fliegengewicht mit einem Sieg über Mathias Seidenstricker aus Schwedt/Oder. Im gleichen Jahr erreichte er beim 10. Brandenburg-Cup in Frankfurt (Oder) im Bantamgewicht das Finale, in dem er dem Russen Sergei Schigaschew knapp unterlag. Er vertrat die deutschen Farben auch bei den Junioreneuropameisterschaften 2005 in Tallinn. Er siegte dort zunächst über Julian Stan aus Rumänien, schied dann aber im Viertelfinale mit einer Punktniederlage gegen den späteren Europameister Aslan Aschba aus Russland aus.
Bei den deutschen Meisterschaften 2006 unterlag Denis Makarov im Bantamgewicht im Viertelfinale gegen Mathias Seidenstricker und kam damit auf den fünften Platz. Weitaus besser schlug er sich bei den deutschen Meisterschaften 2007, denn hier erreichte er das Finale, in dem er dem Routinier Rustam Rahimov aber nach Punkten unterlag. Immerhin wurde er damit deutscher Vizemeister. Er startete 2007 auch bei den Meisterschaften der Europäischen Union in Dublin und siegte dort über David Oltvani aus Ungarn und Joseph Murray aus England. Im Finale stand er dem starken Bulgaren Detelin Dalakliew gegenüber, gegen den er nach Punkten verlor.
Im Jahre 2008 gewann Denis Makarov in Straubing seinen ersten deutschen Meistertitel. Er siegte im Finale des Bantamgewichts über den eigentlichen Favoriten Marcel Schneider aus Frankfurt/Oder. Für die Qualifikations-Turniere zu den Olympischen Spielen in Peking wurde ihm von Seiten des DABV allerdings Rustam Rahimov vorgezogen. Er startete aber bei den Europameisterschaften 2008 in Liverpool, die nach den Olympischen Spielen stattfanden. Mit Siegen über Schatsischan Scharaschnow aus Belarus, Ryan Lindberg aus Irland und Peter Moishenson aus Israel und einer Punktniederlage im Halbfinale gegen Luke Campbell aus England gewann er dabei eine Bronzemedaille.
2009 gewann Denis Makarov in Zagreb beim „Zlatko-Hrbic“-Turnier die Konkurrenz im Bantamgewicht mit einem Sieg im Finale über den Russen Sinat Schandibajew. Einen großen Erfolg feierte er dann auch bei den Meisterschaften der Europäischen Union in Odense. Er bezwang dort im Bantamgewicht Razwan Andrei aus Rumänien, Andrew Selby aus Wales und John Nevin aus Irland (9:7) und holte sich damit den Sieg bei diesen Meisterschaften.
Im Mai 2009 weilte er mit der deutschen Boxnationalmannschaft zu zwei Länderkämpfen in Kanada. Er gewann dabei in Regina gegen Joey Lavioletta und verlor gegen David Gauthier. Er wurde daraufhin für die im September 2009 in Mailand stattfindenden Amateurweltmeisterschaften nominiert, wo er nach Siegen gegen den Italiener Vittorio Parrinello (8:5) und Jesus Magdaleno aus den USA (11:8) im Achtelfinale gegen den Usbeken Tulashboy Doniyorov (3:8) ausschied.
Seinen größten Erfolg feierte Denis Makarov im Juni 2010 bei den Europameisterschaften in Moskau. Er trat dort im Federgewicht an und besiegte im Achtelfinale Geibatulla Gadschialijew (Aserbaidschan) (10:1). Er traf dann im Viertelfinale auf den Favoriten und Ex-Bantamgewichtsweltmeister Sergei Wodopjanow, den er überraschend nach Punkten schlagen konnte (7:4). mit einem Sieg über den Belarussen Sjarhej Kunizyn (5:1) im Halbfinale zog er in das Finale ein, wo er den Engländer Iain Weaver (7:2) schlug und sich somit den Europameistertitel sicherte.
Bei den Europameisterschaften 2011 in Ankara war Denis Makarov mit Rücksicht auf die Vorbereitung für die Weltmeisterschaften dieses Jahres nicht am Start. Bei den Weltmeisterschaften in Baku kam er zunächst zu einem kampflosen Sieg über Rafli Langi, Indonesien, unterlag aber in der Runde der letzten 32 Boxer gegen Lazaro Alvera aus Kuba nach Punkten (8:13) und kam damit nur auf den 17. Platz. Im November 2011 wurde er erneut Deutscher Meister. Dabei bezwang er im Finale Marcel Schneider klar nach Punkten (14:6).
Das Jahr 2012 begann Dennis Makarov mit einem Sieg beim 39. Chemie-Pokal in Halle (Saale). Er schlug dabei Tugstsogt Nyambayar, Mongolei (12:20), Pedro Quipo, Peru (17:4) und Orzubek Schajimow, Usbekistan (+0:0) jeweils nach Punkten. Beim einzigen europäischen Qualifikations-Turnier im April 2012 im türkischen Trabzon gelang es ihm aber nicht, sich für die Olympischen Spiele in London zu qualifizieren. Er gewann dort seinen ersten Kampf gegen Michal Zatorsky aus der Slowakei nach Punkten (14.9), unterlag aber dann im Viertelfinale gegen Məhəmməd Əbdülhəmidov aus Aserbaidschan (4:13), womit er auf den 5. Platz kam. Ende November 2012 wurde er dann in Oldenburg mit einem Punktsieg im Finale über Erik Sokolov zum vierten Mal deutscher Meister.
2013 erreichte Makarov wieder das Finale der deutschen Meisterschaften, verlor dieses jedoch gegen Edgar Walth. Dies war seine vorerst letzte Teilnahme an den deutschen Meisterschaften.

## Internationale Erfolge
| Jahr | Platz | Wettbewerb                               | Gewichtsklasse | |
| 2004 | 3.    | 9. Brandenburg-Cup in Frankfurt (Oder)   | Fliegen        | hinter Marcel Schneider, Deutschland u. Michail Biesus, Russland                                                                                      |
| 2005 | 2.    | 10. Brandenburg-Cup in Frankfurt (Oder)  | Bantam         | mit Siegen über Aurimas Naudzius, Litauen u. Amine Boumerdaci, Frankreich u. einer Niederlage gegen Sergei Schigaschew, Russland                      |
| 2005 | 5.    | Junioreneuropameisterschaften in Tallinn | Bantam         | mit einem Sieg über Julian Stan, Rumänien u. einer Niederlage gegen Aslan Aschba, Russland                                                            |
| 2007 | 5.    | Box-Am-Tournament in Vigo                | Bantam         | nach Niederlage gegen Jérôme Thomas, Frankreich |
| 2007 | 2.    | EU-Meisterschaften in Dublin             | Bantam         | mit Siegen über David Oltvani, Ungarn u. Joseph Murray, England u. einer Niederlage gegen Detelin Dalakliew, Bulgarien                                |
| 2008 | 3.    | EM in Liverpool                          | Bantam         | mit Siegen über Schatsischan Scharaschnow, Belarus, Ryan Lindberg, Irland u. Peter Moisheson, Israel u. einer Niederlage gegen Luke Campbell, England |
| 2009 | 1.    | "Zlatko-Hrbic"-Turnier in Zagreb         | Bantam         | mit Siegen über Pawel Michnewitsch, Belarus, Enkhjargel Inderkhun, Mongolei u. Sinat Schadibajew, Russland                                            |
| 2009 | 1.    | EU-Meisterschaften in Odense             | Bantam         | mit Siegen über Razwan Andrei, Rumänien, Andrew Selby, Wales u. John Nevin, Irland                                                                    |
| 2010 | 1.    | EM in Moskau                             | Feder          | mit Siegen über Geibatulla Gadschialijew, Aserbaidschan, Sergei Wodopjanow, Russland, Sjarhej Kunizyn, Belarus u. Iain Weaver, England                |
| 2010 | 2.    | 1. EUBC-Cup in Charkow                   | Feder          | nach Punktsieg über Razwan Andreianu, Rumänien (2:1) u. Punktniederlage gegen Luke Campbell (2:4)                                                     |
| 2011 | 17.   | WM in Baku                               | Feder          | nach einem kampflosen Sieg über Rafli Langi, Indonesien und einer Punktniederlage gegen Lazaro Alvera, Kuba (8:13)                                    |
| 2012 | 1.    | 39. Chemie-Pokal in Halle (Saale)        | Feder          | nach Punktsiegen über Tugstsogt Nyambayar, Mongolei (12:10), Pedro Quipe, Ekuador (17:4) und Orzubek Schajimow, Usbekistan (+0:0)                     |
| 2012 | 5.    | Olympiaqualifikationsturnier in Trabzon  | Feder          | nach einem Punktsieg über Michal Zatorsky, Slowakei (14:9) und einer Punktniederlage gegen Magomed Abdulchamidow, Aserbaidschan (4:13)                |

## Länderkämpfe
| Jahr | Ort            | Begegnung                                        | Gewichtsklasse | Ergebnis                                    |
| 2009 | Regina, Kanada | Kanada gegen Deutschland                         | Bantam         | Punktniederlage gegen David Gauthier (9:11) |
| 2009 | Regina         | Kanada gegen Deutschland                         | Bantam         | Punktsieg über Joey Lavioletta (22:11)      |
| 2011 | Hannover       | Deutschland gegen Türkei                         | Feder          | Punktsieg über Furkan Meniz Ulas (11:8)     |
| 2011 | Cottbus        | Deutschland gegen Irland (Round Robin)           | Feder          | Punktsieg über Tyrone McCullough (10:8)     |
| 2011 | Schwedt/Oder   | Deutschland I gegen Deutschland II (Round Robin) | Feder          | Punktsieg über Edgar Walth (12:4)           |
| 2011 | Chemnitz       | Deutschland gegen Großbritannien (Round Robin)   | Feder          | Punktsieg über Sean McGoldrick (13:8)       |

## Deutsche Meisterschaften
| Jahr | Platz | Altersgruppe | Gewichtsklasse |                                                                     |
| 2005 | 1.    | Junioren     | Fliegen        | mit Punktsieg über Mathias Seidenstricker, Schwedt/Oder             |
| 2006 | 5.    | Senioren     | Bantam         | nach Punktniederlage gegen Mathias Seidenstricker im Viertelfinale  |
| 2007 | 2.    | Senioren     | Bantam         | nach Punktniederlage im Finale gegen Rustam Rahimov, Kaiserslautern |
| 2008 | 1.    | Senioren     | Bantam         | mit Punktsieg im Finale über Marcel Schneider, Frankfurt (Oder)     |
| 2010 | 1.    | Senioren     | Feder          | mit Punktsieg im Finale über Edgar Walth (14:8)                     |
| 2011 | 1.    | Senioren     | Feder          | mit Punktsieg im Finale über Marcel Schneider (14:6)                |
| 2012 | 1.    | Senioren     | Feder          | mit Punktsieg im Finale über Erik Sokolov                           |